# Audenshaw
Audenshaw – miasto w Anglii, w hrabstwie ceremonialnym Wielki Manchester, w dystrykcie metropolitalnym Tameside. Leży 9 km na wschód od centrum miasta Manchester. Miasto liczy 12 790 mieszkańców.